# Dimitrios Papaspiru
Dimitrios Papaspiru, grec. Δημήτριος Παπασπύρου (ur. 1902 w Liwadii, zm. 16 września 1987 w Atenach) – grecki polityk i prawnik, deputowany, minister, w latach 1965–1967 i 1977–1981 przewodniczący Parlamentu Hellenów.

## Życiorys
Ukończył szkołę średnią w Tebach, a następnie studia prawnicze na Uniwersytecie Narodowym w Atenach. Od 1924 praktykował jako prawnik. Początkowo działał w ugrupowaniu Jeorjosa Kafandarisa, następnie przez pewien czas w centrowej partii EPEK Nikolaosa Plastirasa. W 1950, 1951 i 1952 uzyskiwał mandat posła do Parlamentu Hellenów. Od października 1951 do października 1952 pełnił po raz pierwszy funkcję ministra sprawiedliwości. Od 1953 kierował dwoma ateńskimi gazetami. Był związany z liberałami Sofoklisa Wenizelosa i centrystami Jeorjosa Papandreua. W 1956 kolejny raz wybrany na deputowanego, w 1958 znalazł się poza parlamentem, powrócił do niego w 1961, uzyskując reelekcję w 1963 i 1964. Zajmował ponownie stanowiska ministerialne, był ministrem sprawiedliwości (od listopada do grudnia 1963 i od lipca do listopada 1965) oraz ministrem w urzędzie premiera (od czerwca 1964 do lipca 1965).
W 1965 został przewodniczącym parlamentu, kierując nim do 1967, gdy w wyniku zamachu stanu władzę przejęła junta czarnych pułkowników. Był przeciwnikiem dyktatury, wspierał inicjatywy dążące do demokratyzacji. Po przemianach politycznych od lipca do października 1974 pełnił funkcję ministra rolnictwa w rządzie Konstandinosa Karamanlisa. Dołączył do utworzonej przez niego Nowej Demokracji. W latach 1974–1981 przez dwie kadencje ponownie zasiadał w greckim parlamencie, w latach 1977–1981 po raz drugi był jego przewodniczącym.